# 宜蘭座
24°45′21″N 121°45′19″E / 24.75594°N 121.755386°E
宜蘭座，是位於臺灣宜蘭縣宜蘭市康樂路的廢棄戲院，建於1933年。

## 建築
宜蘭座的建材為鋼筋混凝土:66，有上下兩層座位席，以方形木柱所構成之西式桁架支撐屋頂:200。外觀樣式為折衷主義，正立面對稱，入口位在正中央，上方是弧形山牆，檐口有線腳與裝飾:200。旁邊有兩座塔樓，在長條窗上以彩色鑲嵌玻璃組成幾何圖案:66:200。
一樓為佔地160坪之觀賞區，可容納約490個座位；二樓有放映室、座位區及廁所等設施，佔地129坪:200。觀眾席採用木製座椅，舞台設有布幕，作為放映使用:200。一樓正面為主要入口，另有兩處逃生口:200。

## 歷史
宜蘭座建於1933年。當時宜蘭公園（今中山公園）已建有宜蘭公會堂作為放映電影、公共集會之處，但地方仕紳認為宜蘭並無屬於臺人之娛樂場所，因此由黃天賜、吳番薯、林長賜、黃崇煌、黃木火、黃來富、呂長柏等人耗資八萬日圓興建宜蘭座:66-67。宜蘭座為宜蘭第一座室內劇場:107，戲院量體進深長約三十公尺，共有二樓，可容納600多名觀眾，有「蘭陽唯一，美麗堅固」之稱:67。1933年2月開工，同年8月20日竣工:199，4天後開幕:182，開幕之初僅上映歌仔戲，之後播放有辯士配音的黑白默片，1940年起開始放映有聲電影:67。許多特種行業亦在戲院旁巷內聚集:67。
戰後改名為「宜蘭戲院」:182，由康樂股份有限公司經營。1947年二二八事件爆發，同年3月4日宜蘭市民代表會及民眾在該戲院舉辦民眾大會，哀悼事件犧牲者，並提出四項訴求。1980年代，宜蘭戲院受電視及錄放影機普及、人口外流等因素影響，於1990年歇業，之後屋頂塌陷，但牆體仍存:199-200:67。